# Георги Димитров (композитор)
Вижте пояснителната страница за други личности с името Георги Димитров.
Георги Петров Димитров е български композитор и диригент, основател на българската хорово-диригентска школа, професор в Българската държавна консерватория.

## Биография
Роден е на 19 април 1904 г. в Белоградчик. От 1945 г. е член на БКП. От дете учи цигулка при Обретен Евстатиев и Димитър Попов. През 1922 г. завършва Ломското педагогическо училище. След Септемврийското въстание от 1923 г. емигрира в Полша. Получава музикалното си образование в Полша. През 1929 г. завършва учителския отдел и класа по композиция на Карл Шимановски във Варшавската консерватория. Учи цигулка и хорово дирижиране. Посещава музиколожкия отдел на Варшавския университет.
В Полша работи като учител в Груец, ръководи български студентски хор „Христо Ботев“ във Варшава, а заедно с полския композитор Мачеевски основава и ръководи Голям славянски хор.
В България след завръщането си през 1938 г. е инспектор по музика при Министерството на народната просвета. През 1939 г. основава и ръководи Камерния мъжки хор (1939 – 1943). Артистичен секретар е на Софийската опера (1940 – 1948).
От 1945 до 1949 г. ръководи работническия хор „Георги Кирков“. Директор е на Дирекция за музикално творчество и изпълнителско изкуство (1948 – 1958 г.). През периода 1953 – 1954 г. е главен редактор на сп. „Българска музика“. От 1962 г. е професор по хорово дирижиране в Консерваторията. Пише кантати и сюити, хорови и солови песни, хармонизации на български и чужди народни и масови песни. Умира на 12 март 1979 г. в София.
Носител на званието „Герой на социалистическия труд“ (указ № 501 от 23 май 1969), Димитровска награда (1949), заслужил артист (1963), народен артист (1967), орден „За гражданска заслуга“ (1946), 2 ордена „Червено знаме на труда“ (1947, 1959), орден „9 септември 1944 г.“ – I ст. (1955), орден „Народна република България“ – I ст. (1964), орден „Георги Димитров“ (1974), „Кавалерски орден на възродена Полша“ (1950).